# چیکو دیاز
چیکو دیاز (انگلیسی: Chico Díaz) زادهٔ سال 1959 میلادی، یک هنرپیشه اهل برزیل است. وی از سال ۱۹۸۲ میلادی تاکنون مشغول فعالیت بوده‌است.